# Арбелара
Арбелара (фр. Arbellara) је насељено место у Француској у региону Корзика, у департману Јужна Корзика.
По подацима из 2011. године у општини је живело 143 становника, а густина насељености је износила 12,67 становника/km².

## Демографија
| 1962. | 1968. | 1975. | 1982. | 1990. | 2011. |
| ----- | ----- | ----- | ----- | ----- | ----- |
| 169   | 162   | 153   | 137   | 120   | 143   |